# Naruto (potrawa)
Naruto-maki (jap. 鳴門巻き; w skrócie naruto, 鳴門) – japońska pasta z mielonego mięsa ryb (rodzaj kamaboko), ze spiralnym wzorem (przeważnie różowym) kojarzonym z wirami Naruto w cieśninie Naruto, rozdzielającej wyspy Awaji i Sikoku.

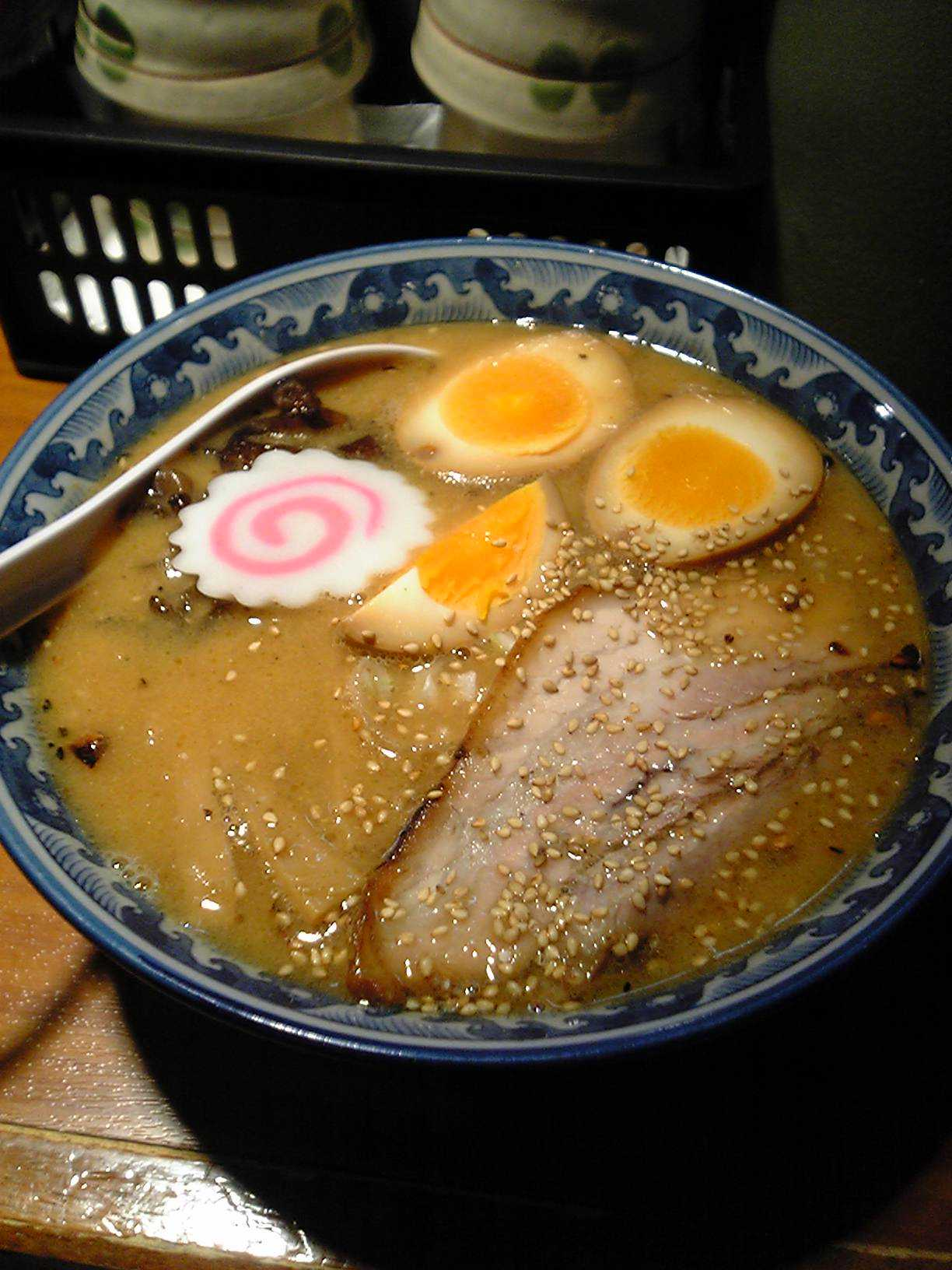
Naruto-maki (lewy górny róg) w ramen

Naruto jest stosowana w rozmaitych daniach, przeważnie w zupach lub jako dodatek w ramen. 
Kamaboko to przetworzone białe mięso ryb, tłuczone i formowane w charakterystyczne „bochenki”, które następnie są gotowane na parze.